# Roman Kreuziger

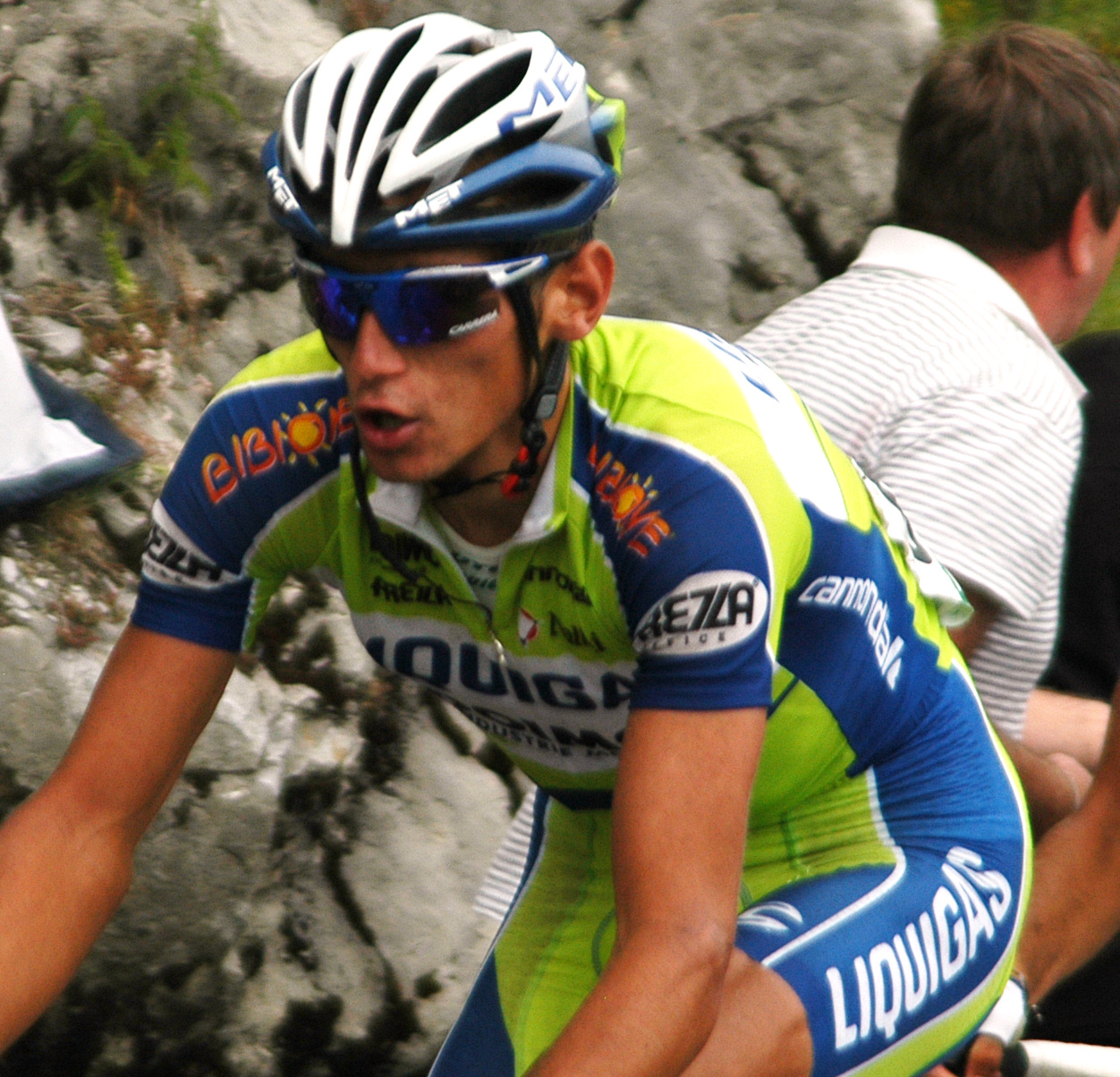
Roman Kreuziger no Tour de France de 2009.

Roman Kreuziger (Moravska Trebova, 6 de maio de 1985) é um ciclista da República Checa.
Ele é filho do também ciclista Roman Kreuziger que nasceu em 11 de junho de 1965, em Unitov, na República Checa.
Kreuziger foi sancionado pela União Ciclista Internacional por apresentar irregularidades no passaporte biológico em dois períodos distintos (de março a agosto de 2011 e de abril de 2012 até ao final da Volta a Itália desse ano), nos quais corria pela Astana, foi dispensado pela Tinkoff-Saxo antes do Tour de 2014.
O ciclista terminou em quinto lugar no Giro de 2011 e no Tour 2013 e venceu a Amstel Gold Race em 2013.